# 加菲爾德 (喬治亞州)
加菲爾德（英語：Garfield）是一個位於美國喬治亞州伊曼紐爾縣的城市。

## 地理
加菲爾德的座標為32°39′02″N 82°05′47″W / 32.65056°N 82.09639°W，而該地的平均海拔高度為85米（即279英尺）。

## 人口
根據2010年美國人口普查的數據，加菲爾德的面積為2.06平方千米，當中陸地面積為2.04平方千米，而水域面積為0.02平方千米。當地共有人口201人，而人口密度為每平方千米97.57人。